# Rakuten Japan Open Tennis Championships 2013
Rakuten Japan Open Tennis Championships 2013 byl tenisový turnaj pořádaný jako součást mužského okruhu ATP World Tour, který se hrál na otevřených dvorcích s tvrdým povrchem areálu s centrálním kurtem Ariake Coliseum. Probíhal mezi 30. zářím až 6. říjnem 2013 v japonské metropoli Tokiu jako 41. ročník turnaje.
Turnaj s rozpočtem 1 437 800 dolarů patřil do kategorie ATP World Tour 500. Nejvýše nasazeným hráčem ve dvouhře se stal sedmý tenista světa Juan Martín del Potro z Argentiny, který turnaj vyhrál a posunul se na 5. příčku světové klasifikace. Ve čtyřhře pak roli prvních nasazených plnil nejlepší pár světa Bob a Mike Bryanovi, jenž vypadl v úvodním kole.

## Distribuce bodů a finančních odměn

### Distribuce bodů
| Soutěž       | Vítězové | F   | SF  | ČF | 16 v kole | 32 v kole | Q  | Q2 | Q1 |
| ------------ | -------- | --- | --- | -- | --------- | --------- | -- | -- | -- |
| dvouhra mužů | 500      | 300 | 180 | 90 | 45        | 0         | 20 | 10 | 0  |
| čtyřhra mužů | 500      | 300 | 180 | 90 | 0         |           |    |    |    |

### Finanční odměny
| Soutěž         | Vítězové | Finále   | Semifinále | Čtvrtfinále | 16 v kole | 32 v kole | Q2     | Q1   |
| -------------- | -------- | -------- | ---------- | ----------- | --------- | --------- | ------ | ---- |
| dvouhra mužů   | $312 000 | $140 700 | $66 650    | $32 160     | $16 400   | $9 020    | $1 020 | $565 |
| čtyřhra mužů1) | $92 200  | $41 600  | $19 610    | $9 480      | $4 870    |           |        |      |
| 1) – na pár    |          |          |            |             |           |           |        |      |

## Dvouhra

### Nasazení hráčů
| Země         | Hráč                  | ATP1) | Nasazení |
| ------------ | --------------------- | ----- | -------- |
| Argentina    | Juan Martín del Potro | 7.    | 1.       |
| Francie      | Jo-Wilfried Tsonga    | 8.    | 2.       |
| Kanada       | Milos Raonic          | 11.   | 3.       |
| Japonsko     | Kei Nišikori          | 12.   | 4.       |
| Francie      | Gilles Simon          | 14.   | 5.       |
| Španělsko    | Nicolás Almagro       | 17.   | 6.       |
| Jižní Afrika | Kevin Anderson        | 21.   | 7.       |
| Srbsko       | Janko Tipsarević      | 23.   | 8.       |

- 1) Žebříček ATP k 23. září 2013.

### Jiné formy účasti na turnaji
Následující hráči obdrželi divokou kartu do hlavní soutěže:
- Juan Martín del Potro
- Tacuma Ito
- Go Soeda
- Júiči Sugita

Následující hráči postoupili z kvalifikace:
- Benjamin Becker
- Marco Chiudinelli
- Ryan Harrison
- Édouard Roger-Vasselin
  -  Lukáš Lacko – jako šťastný poražený
  -  Michał Przysiężny – jako šťastný poražený

### Odhlášení
Před začátkem turnaje
- Michaël Llodra
- Andy Murray
- Gilles Simon

## Čtyřhra

### Nasazení párů
| Země          | Hráč              | Země          | Hráč                   | ATP1) | Nasazení |
| ------------- | ----------------- | ------------- | ---------------------- | ----- | -------- |
| Spojené státy | Bob Bryan         | Spojené státy | Mike Bryan             | 2.    | 1.       |
| Španělsko     | Marcel Granollers | Španělsko     | Marc López             | 17.   | 2.       |
| Chorvatsko    | Ivan Dodig        | Brazílie      | Marcelo Melo           | 32.   | 3.       |
| Indie         | Rohan Bopanna     | Francie       | Édouard Roger-Vasselin | 33.   | 4.       |

- 1) Žebříček ATP k 23. září 2013.

### Jiné formy účasti
Následující páry obdržely divokou kartu do hlavní soutěže:
- Tacuma Ito /  Go Soeda
- Kei Nišikori /  Jasutaka Učijama

Následující pár do soutěže nastoupil z pozice náhradníka:
- Andre Begemann /  Martin Emmrich

### Odhlášení
Před začátkem turnaje
- Michaël Llodra

## Přehled finále

### Mužská dvouhra
- Juan Martín del Potro vs.  Milos Raonic, 7–6(7–5), 7–5

### Mužská čtyřhra
- Rohan Bopanna /  Édouard Roger-Vasselin vs.  Jamie Murray /  John Peers, 7–6(7–5), 6–4